# 勒内·斯奇克·古铁雷斯
勒内·斯奇克·古铁雷斯（西班牙語：René Schick Gutiérrez；1909年11月23日—1966年8月3日），尼加拉瓜政治家，担任尼加拉瓜总统，被外界认为是索摩查家族操控的傀儡总统。

## 生平
1909年，出生。
1962年，任教育部长。
1963年，担任总统。
1966年，6月访问美国。8月因心脏病去世。